# Arcovomer passarellii
Arcovomer passarellii é uma espécie de anfíbio da família Microhylidae. É a única espécie descrita para o género Arcovomer. Endémica do Brasil, pode ser encontrada nos estados do Espírito Santo, Rio de Janeiro e nordeste de São Paulo.
Os seus habitats naturais são: florestas subtropicais ou tropicais húmidas de baixa altitude e marismas intermitentes de água doce. Está ameaçada por perda de habitat.